# Астрахановка (Оренбургская область)
Астрахановка — село в Тюльганском районе Оренбургской области в составе Благодарновского сельсовета. 

## География
Находится на расстоянии примерно 32 километра по прямой на юго-запад от районного центра поселка  Тюльган.

## Палеонтология
В районе Астрахановки обнаружены искомаемые остатки темноспондильных амфибий, обитавших в раннем триасовом периоде. В нижнеиндском подъярусе найдены окаменелости Tupilakosaurus, в более молодом верхнеоленёкском подъярусе — образцы Parotosuchus, Batrachosuchoides и Trematosaurus.

## История
Село было основано молоканами в 1889 году как хутор. В 1900 году проживало 49 человек в 10 дворах.

## Население
Население составляло 314 человек в 2002 году (русские 67%),  248 по переписи 2010 года.